# (73520) Boslough
(73520) Boslough est un astéroïde de la ceinture principale.

## Description
(73520) Boslough est un astéroïde de la ceinture principale. Il fut découvert le 22 juin 2003 à la station Anderson Mesa par le programme LONEOS. Il présente une orbite caractérisée par un demi-grand axe de 2,73 UA, une excentricité de 0,23 et une inclinaison de 12,1° par rapport à l'écliptique.

## Compléments